# Кабанка (приток Уфы)
Кабанка — река в России, протекает по Нязепетровскому району Челябинской области. Исток находится на юго-восточном склоне горы Берёзовая. Устье по правому берегу реки Уфа, в 3 км западнее вниз по течению от города Нязепетровск. Длина — 11 км.
Ранее на горе Берёзовая производили углежжение для обеспечения древесным углём Нязеретровского чугуноплавильного и железоделательного завода. Название реки произошло от слова «кабан» — глиняного сооружения для углежжения.